# 디에고 락살트
디에고 세바스티안 락살트 수아레스(스페인어: Diego Sebastián Laxalt Suárez , 1993년 2월 7일, 몬테비데오 ~ )는 우루과이의 축구 선수로, 현재 러시아 프리미어리그의 FC 디나모 모스크바에서 뛰고 있다.

## 경력

### 데펜소르 스포르팅
몬테비데오에서 태어난 락살트는 몬테비데오 원더러스를 4:0으로 이긴 2012년 9월 1일에 프로 데뷔를 했다. 2013년 남미 축구 U-20 선수권 대회에서 훌륭한 모습을 보인 후인 2013년 2월 24일, 그는 나시오날을 상대로 한 원정 경기에서 비올레타의 유니폼을 입고 경기장에 돌아와, 11분만에 터진 그의 골 덕에 데펜소르는 1-0 승리를 거뒀다. 그는 그의 첫 축구 프로 경력을 15경기 출전 1골로 마감했다.

### 인테르나치오날레
인테르는 2013년 1월에 락살트를 영입했고, 2013년 7월에 거래를 완료했다. 그 당시 인테르나치오날레의 신임 감독 왈테르 마차리는 그러나 그를 프리시즌 명단에 포함시키지 않았다. 그는 볼로냐 FC 1909에서 그 시즌 임대 생활을 보냈다.
임대 복귀 후, 그는 왈테르 마차리의 프리시즌 명단에 포함됐다. 2014년 8월 13일에 엠폴리는 반값으로 구입할 수 있는 권한을 인테르나치오와 바이백 조약을 지닌체 락살트의 임대 계약을 맺었음을 발표했다.

### 제노아
2015년 1월 30일, 제노아는 영입 조항 옵션을 가진 락살트에 대해 18개월 임대 조약을 맺었다. 그는 토리노 원정 경기가 열린 2015년 10월 28일에 리구리아 클럽에서 처음으로 두 골을 넣었으며, 2번째 골인 94분 동점으로 제노아는 3-3 무승부를 얻었다.
2016년 7월 30일, 락살트는 제노바와 정규 계약을 맺었다.

### 밀란
2018년 8월 17일, 밀란과 4년 계약을 맺으며 이적했다.

## 플레이스타일
락살트는 왼발잡이이며, 트리콰르티스타로 뛴다. 그는 피지컬이 강하고 매우 다재다능하다.